# Municipio de Ontario (Illinois)
El municipio de Ontario (en inglés: Ontario Township) es un municipio ubicado en el condado de Knox en el estado estadounidense de Illinois. En el año 2010 tenía una población de 943 habitantes y una densidad poblacional de 10,04 personas por km².

## Geografía
El municipio de Ontario se encuentra ubicado en las coordenadas 41°6′28″N 90°15′59″O / 41.10778, -90.26639. Según la Oficina del Censo de los Estados Unidos, el municipio tiene una superficie total de 93.9 km², de la cual 93,9 km² corresponden a tierra firme y (0 %) 0 km² es agua.

## Demografía
Según el censo de 2010, había 943 personas residiendo en el municipio de Ontario. La densidad de población era de 10,04 hab./km². De los 943 habitantes, el municipio de Ontario estaba compuesto por el 98,83 % blancos, el 0,21 % eran afroamericanos, el 0,21 % eran asiáticos, el 0,32 % eran de otras razas y el 0,42 % eran de una mezcla de razas. Del total de la población el 0,95 % eran hispanos o latinos de cualquier raza.